# Ommatius vitticrus
Ommatius vitticrus là một loài ruồi trong họ Asilidae. Ommatius vitticrus được Bigot miêu tả năm 1876. Loài này phân bố ở miền Australasia.